# Voyage en Arménie (Ossip Mandelstam)
Ne doit pas être confondu avec Le Voyage en Arménie.

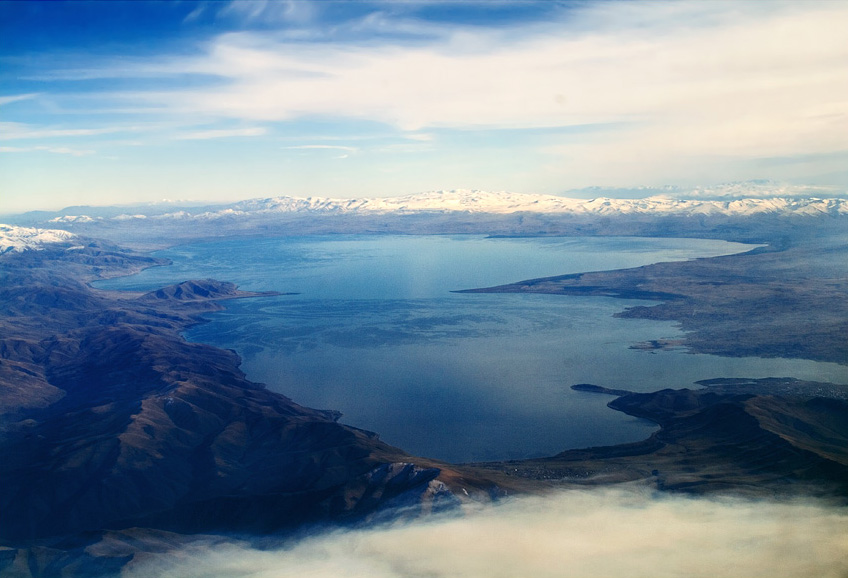
Lac Sevan en Arménie

Voyage en Arménie (en arménien : Այցելություն Հայաստան ; en russe : Путешествие в Армению) est un ouvrage en prose du poète russe acméiste Ossip Mandelstam, écrit après son séjour en Arménie en 1930. Le poète a travaillé sur les textes de ce récit en 1931-1932. Dès 1933, la revue Zvezda en assure la publication. Les textes en prose ont été précédés d'un cycle de poèmes intitulé Arménie rédigés en partie à Tbilissi.

## Histoire
Mandelstam a rêvé longtemps d'Arménie avant de s'y rendre. Le premier projet concret de voyage en Arménie de Mandelstam date de la mi-juin 1929. Nikolaï Boukharine, membre du Bureau politique, mais aussi ami, conseiller et protecteur du poète en disgrâce, intervient depuis Moscou auprès du vice-président du Sovnarkom de la République socialiste soviétique d'Arménie, Azkenaz Mravian (1886-1929), pour faciliter ce voyage projeté de Mandelstam en écrivant : « C'est une personne très instruite qui pourrait vous apporter du bien. Il suffit de le laisser seul et de le laisser travailler. Il écrirait un ouvrage sur l'Arménie et il est prêt à apprendre la langue arménienne. Mais la réponse du 4 septembre 1929 est : « Attendre ! ». La raison en est la mort subite de Mravian .
Durant l'hiver de 1930, le désir de quitter Moscou, ville où le poète est harcelé sans fin et où il est soupçonné d'activités contre-révolutionnaires et interdit de publication (sauf les traductions), reprend Mandelstam. Boukharine cherche à agir en trouvant d'autres appuis. Et cette fois, l'Arménie accepte, mais sans départ possible avant mai 1930. Ses appuis politiques lui proposent de partir plus tôt vers l'Arménie, mais en passant par Soukhoumi en Abkhazie où il pourra profiter de la datcha du gouvernement en attendant de poursuivre vers l'Arménie. Le séjour à Soukhoumi avec son épouse Nadejda Mandelstam débute aux premiers jours d'avril 1930,. Après Soukhoumi, ils poursuivent leur route vers Tiflis en Géorgie où ils arrivent le 1er mai 1930. Le peintre arménien Martiros Sarian et l'architecte Alexandre Tamanian accueillent Mandelstam, l'aident dans ses démarches et l'introduisent dans leurs cercles d'amis. Le voyage a duré en tout sept mois dont cinq en Arménie d'avril à octobre 1930.
Le choix de l'Arménie n'est pas un caprice touristique, un hasard pour Mandelstam. Pour lui, le monde européen et la pensée européenne sont nés en Méditerranée. C'est là qu'a commencé l'histoire dans laquelle il a vécu et la poésie dans laquelle il a existé. Les cultures de la mer Noire et du Caucase, il les rattache à la Méditerranée. Son arrivée en Arménie est comme un retour au pays natal. Après un long silence qui avait précédé son arrivée, les poèmes sont revenus à lui en Arménie et ne l'ont plus quitté. Son système thématique du récit est très naturel : il s'agit d'amitié, de science, de passion intellectuelle. Il finit par reconnaître clairement à quel point ce voyage était bon et nécessaire pour lui. Voici comment il s'exprime à ce propos : « Rien de plus instructif et réjouissant qu'une immersion dans une société de race profondément différente qu'on estime, pour laquelle on éprouve sympathie et, bien qu'étranger, fierté. La vie des Arméniens faite de plénitude, leur primitive douceur, leur ossature noble, courageuse, leur inexplicable aversion pour toute métaphysique et leur merveilleuse intimité avec le monde des réalités, tout cela me parlait : toi, reste vigilant, n'aie pas peur de ton époque, ne biaise pas ».

## Contenu

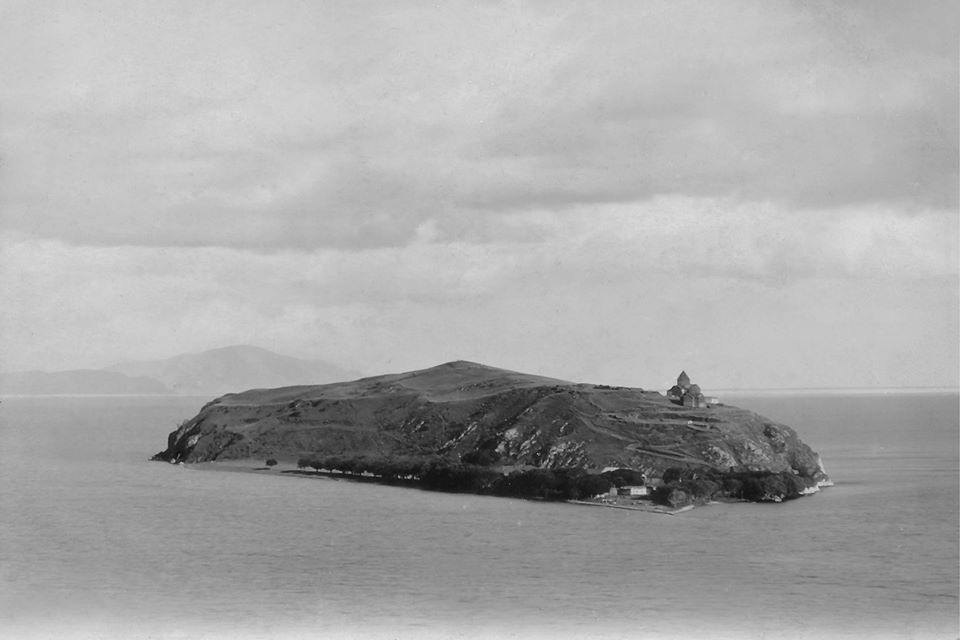
Île de Sevan en 1930.

Le Voyage en Arménie est à la fois un récit de voyage et un évènement biographique dans la vie de Mandelstam. Il est divisé en fragments comme suit :
- Avant-propos : A quel temps vivre ? de la plume du traducteur du russe de l'ouvrage, Jean-Claude Schneider.
- Sevan. Sur l’île du lac Sevan[7], Mandelstam séjourne avec son épouse Nadejda en juillet 1930. Il se délecte des eaux placides du Sevan où « Chaque jour à cinq heures précises, le lac regorgeant de truites entrait en ébullition comme si on y déversait une généreuse pincée de soude »[8]. Mais « Que dire du climat de Sevan ? - La valeur-or d'un cognac dans l'écrin secret d'un soleil montagnard »[9].
- Achot Ovanessian. Avant son départ pour l'Arménie, Mandelstam a découvert à Moscou l'Institut des peuples d'Orient dont Achot Ovanessian, est l'administrateur. Il sort de l'institut muni d'une grammaire de l'académicien Marr pour pouvoir étudier le vieil arménien.
- Moscou. L'été 1930, le biologiste russe Boris Kouzine est recommandé par l'Université de Moscou pour mener une expédition scientifique à Erevan. La mission consiste à étudier l'éclosion de la cochenille[10]. Kouzine rencontre Ossip et Nadejda Mandelstam et, entre eux, s'engage une étroite amitié[11],[12]. Nadejda Mandelstam a estimé que cette rencontre était « un destin pour tous les trois. Sans elle, peut-être qu'il n'y aurait pas eu de poèmes »[13]. Kouzine était féru de musique et de littérature allemande. Son amitié a réveillé Mandelstam « comme un coup de fusil » écrit Nadejda Mandelstam[14].
- Soukhoum. Mandelstam et sa femme séjournent à la maison de repos de cette ville à partir de début avril 1930. Soukhoumi « …s'étale en contrebas, telle une boite à compas tapissée de velours, dont le compas vient de décrire la baie, de dessiner l'arcade sourcilière des collines, avant de se refermer »[15]. C'est à Soukhoumi que Mandelstam a « appris la nouvelle océanique de la mort de Maïakovski. Pareille à une montagne d'eau qui étreignait ma colonne vertébrale... ». Maïakovksi s'est suicidé le 14 avril 1930[16].
- Les Français. Mandelstam évoque ses visites des collections de tableaux de Sergueï Chtchoukine au Musée Pouchkine à Moscou[17] : Cézanne, Matisse, Pissarro... « Chaque salle a son atmosphère. Dans celles de Monet l'air est fluvial. Regardant l'eau de Renoir, tu sens pousser des ampoules sur tes paumes éprouvées par le frottement des avirons »[18]. Victor Chklovski écrivait à ce propos : « Je n'ai jamais lu une meilleure description des tableaux de van Gogh, Cézanne, Gauguin, Signac… »[19].
- Autour des naturalistes. La nouvelle passion de Mandelstam pour les sciences naturelles plonge ses racines dans le rêve d'une poétique organique de nature biologique. Il découvre avec enthousiasme Lamarck[20]. À propos du poète persan du Xe siècle, il écrit : « Hier je lisais Ferdowsi et j'avais l'impression qu'un bourdon, posé sur le livre, y butinait. Dans la poésie persane soufflent des vents ambassadeurs, expédiés en cadeaux depuis la Chine »[21].

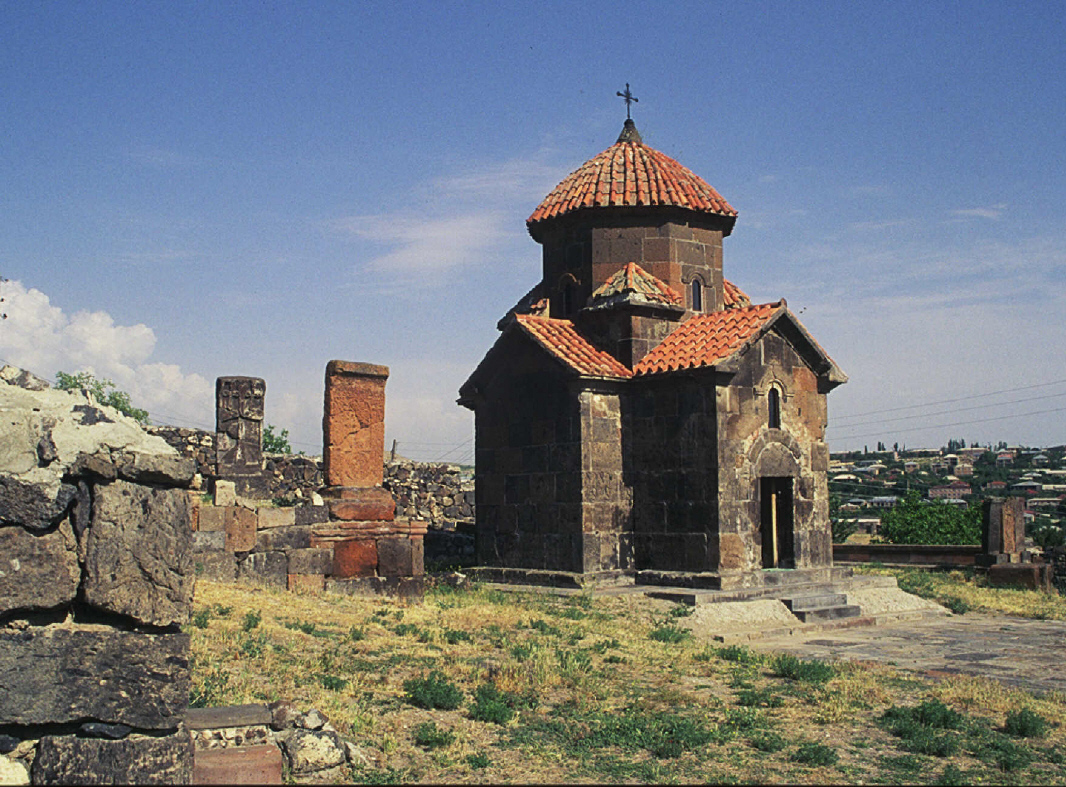
Arménie, Église Karmravor

- Achtarak. Du village d'Achtarak s'ouvre le vue sur la montagne Aragats. Ce bourg fortuné est plus ancien que nombre de villes d'Europe, mais la petite église du VIIe siècle (Église Karmravor) est des plus ordinaire, modeste pour l'Arménie[22].

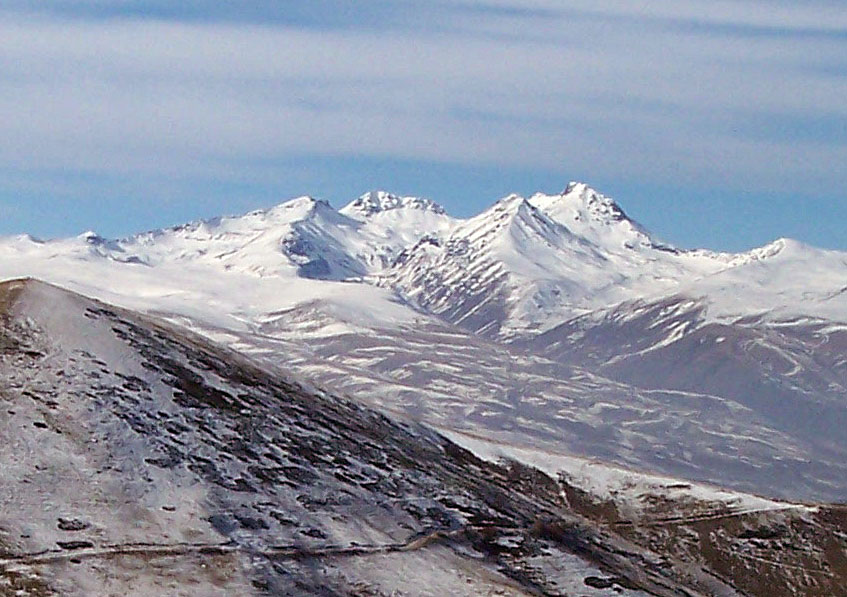
Aragats

- Alaghez« À Erevan, mon regard ne perdait guère de vue l'Alaghez, c'était comme bonjour et adieu. Je voyais jour après jour fondre sa crête neigeuse et par beau temps, surtout le matin, craquer comme des croutons desséchés ses versants peints »[23].
- Brouillon du Voyage en Arménie
- Postface Seconde naissance par Serena Vitale

Serena Vitale rapporte que « Peu avant de quitter pour toujours l'Arménie« », les époux Mandelstam ont été à Chouchi « un village du Nagorny Karabagh qui avait été dévasté une dizaine d'années auparavant par un sanglant pogrom musulman » (Massacres de Chouchi).

## Critiques
Le texte du Voyage a été très mal accueilli par les fonctionnaires soviétiques. On a reproché à Mandelstam de ne pas évoquer les efforts de l'Arménie pour promouvoir le communisme. Même son ami Victor Chklovski lui fit des reproches. Le rédacteur de la section littéraire de la revue Zvezda, César Volpé, perdit sa place pour avoir publié Voyage en Arménie.
Nadejda Mandelstam rapporte que dans un article non signé de la Pravda le Voyage en Arménie était qualifié de prose de laquais. Le directeur des éditions d'État Tchétchanovksi conseillait à Mandelstam de renier son Voyage en Arménie ; sinon il serait amené à la regretter…,.
Il n'aurait écrit, selon les autorités, aucune ligne sur le présent de l'Arménie qui se développe, suivant les officiels, à un rythme impétueux en construisant avec bonheur le socialisme. C'était l'époque de la littérature de mission en URSS où des écrivains célèbres ou des inconnus étaient détachés dans les lieux de l'édification socialiste pour rendre compte du succès du premier plan quinquennal.